# Shumpei Naruse
Shumpei Naruse (成瀬 竣平 Naruse Shunpei?, Seto, Aichi, 17 de enero de 2001) es un futbolista japonés que juega como centrocampista en el Kashiwa Reysol de la J1 League.

## Trayectoria

### Clubes
| Club                       | País  | Año       |
| -------------------------- | ----- | --------- |
| Nagoya Grampus             | Japón | 2018-2024 |
| Fagiano Okayama (cedido)   | Japón | 2022      |
| Montedio Yamagata (cedido) | Japón | 2023      |
| Mito HollyHock (cedido)    | Japón | 2023      |
| V-Varen Nagasaki (cedido)  | Japón | 2024      |
| Kashiwa Reysol             | Japón | 2025-     |

## Palmarés

### Títulos nacionales
| Título         | Club           | País  | Año  |
| -------------- | -------------- | ----- | ---- |
| Copa J. League | Nagoya Grampus | Japón | 2021 |